# فرانيستيكا (كيسيفو)
فرانيستيكا (Вранештица) هي مدينة في مقاطعة كيسيفو في جمهورية مقدونيا.